# Jasem Al-Huwaidi
Jasem Mohammed Ibrahim Al Huwaidi (arab. ‏جاسم الهويدي‎; ur. 28 października 1972 w Kuwejcie) – kuwejcki piłkarz, który występował na pozycji napastnika.
W latach 1992–2003 reprezentant Kuwejtu w barwach której rozegrał 83 mecze, w których zdobył 63 goli i jest drugim najskuteczniejszym piłkarzem w historii reprezentacji, za Baszszarem Abd Allahem.